# Marapana angulata
Marapana angulata là một loài bướm đêm trong họ Erebidae.